# Vorkommando Moskau

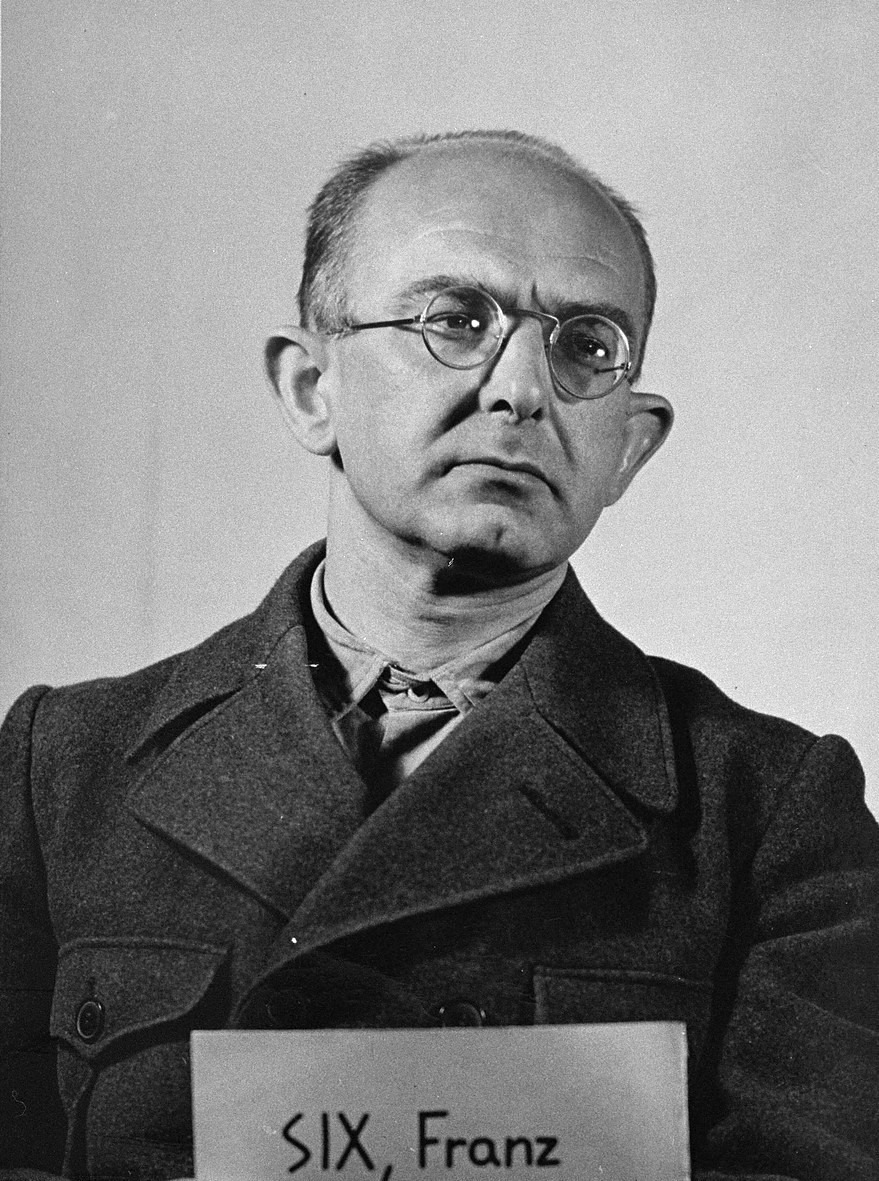
Franz Six var den förste befälhavaren för Vorkommando Moskau.

Vorkommando Moskau var ett Sonderkommando, en mindre enhet, inom den nazityska Einsatzgruppe B.
Vorkommando Moskau följde efter tyska Wehrmachts armégrupp Mitte i samband med Operation Barbarossa, angreppet på Sovjetunionen den 22 juni 1941. Enheten existerade från juni 1941 till januari 1942, då den ombildades under beteckningen Sonderkommando 7c. Avsikten var att Vorkommando Moskau skulle operera i Moskva-området efter stadens fall, men då staden stod emot tyskarnas offensiv, bytte Vorkommando Moskau namn till Sonderkommando 7c.
Vorkommando Moskau mördade omkring 5 000 civilpersoner, de flesta judar, i området kring Smolensk.

## Befälhavare
| Namn                  | Tidsperiod                       | Anmärkning                                                                      |
| --------------------- | -------------------------------- | ------------------------------------------------------------------------------- |
| Franz Six             | 20 juni 1941 – 22 augusti 1941   |                                                                                 |
| Waldemar Klingelhöfer | 22 augusti 1941 – 1 oktober 1941 |                                                                                 |
| Erich Körting         | 1 oktober 1941 – december 1941   | tillförordnad befälhavare                                                       |
| Friedrich Buchardt    | december 1941                    | ställföreträdande befälhavare                                                   |
| Wilhelm Bock          | december 1941 – 2 juni 1942      |                                                                                 |
| Rudolf Schmücker      | 2 juni 1942 – 29 augusti 1942    | född den 22 februari 1915 medlem av SS den 11 november 1939 SS-Hauptsturmführer |
| Wilhelm Bluhm         | 29 augusti 1942 – 22 juli 1943   |                                                                                 |
| Hans Eckhardt         | 22 juli 1943 – 27 december 1943  | SS-Standartenführer                                                             |

### Webbkällor
- ”Einsatzgruppe B” (på engelska). Axis History. Arkiverad från originalet den 23 november 2013. https://www.webcitation.org/6LLuyafe7?url=http://www.axishistory.com/axis-nations/germany-a-austria/waffen-ss/62-holocaust-a-war-crimes/holocaust-einsatzgruppen/667-einsatzgruppe-b. Läst 23 november 2013.
- ”Operazioni di massacro dell'Einsatzgruppe B: Composizione, comandanti, aree operative dell'Einsatzgruppe B” (på italienska). Olokaustos.org. Associazione Olokaustos. Arkiverad från originalet den 17 november 2013. https://www.webcitation.org/6LC1Xt1S6?url=http://www.olokaustos.org/guida/sterminare/einsatzgruppen/mobili8.htm. Läst 17 november 2013.